# Frederick Marryat
Il capitano Frederick Marryat (Londra, 10 luglio 1792 – Langham, 9 agosto 1848) è stato un romanziere inglese.
Contemporaneo e conoscente di Charles Dickens, fu uno dei pionieri dei romanzi ambientati sul mare.
Le sue due opere principali sono il romanzo semi-autobiografico Mr Midshipman Easy e il romanzo per bambini The Children of the New Forest.
Del repertorio dei romanzi marinareschi fa parte il racconto Il Vascello Fantasma, che si basa sulla celebre leggenda dell'Olandese Volante.

## Biografia
Nato a Londra fu il secondogenito di quindici figli. Suo padre, Joseph Marryat, era un facoltoso mercante e rappresentante nel parlamento. Dopo aver cercato di abbandonare gli studi per ben due volte per imbarcarsi su una nave e prendere il mare, il giovane Marryat convinse suo padre a farlo arruolare nella Royal Navy e a salire così nel settembre 1806 sulla fregata HMS Impérieuse, comandata dal leggendario Lord Thomas Cochrane, in qualità di aspirante guardiamarina.
Tra il 1813 ed il 1815 iniziò a manifestare i sintomi della emottisi, sembra nel tentativo di salvare un marinaio uscito fuori bordo. Risalgono infatti a questo periodo diversi certificati di merito attribuiti dalla Royal Humane Society.

## Scritti
- The Naval Officer, or Scenes in the Life and Adventures of Frank Mildmay (1829)
- The King's Own (1830)
- Newton Forster or, the Merchant Service (1832)
- Peter Simple (1834)
- Jacob Faithful (1834)
- The Pacha of Many Tales (1835)
- Mr Midshipman Easy (1836)
- Japhet, in Search of a Father (1836)
- The Pirate (1836)
- The Three Cutters (1836)
- Snarleyyow, or the Dog Fiend (1837)
- Rattlin the Reefer (con Edward Howard) (1838)
- The Phantom Ship (1839)
- Diary in America (1839)
- Olla Podrida (1840)
- Poor Jack (1840)
- Masterman Ready, or the Wreck of the Pacific (1841)
- Joseph Rushbrook, or the Poacher (1841)
- Percival Keene (1842)
- Monsieur Violet (1843)
- Settlers in Canada (1844)
- The Mission, or Scenes in Africa (1845)
- The Privateer's Man or One Hundred Years Ago (1846)
- The Children of the New Forest (1847)
- The Little Savage (postumo, 1848)
- Valerie (postumo, 1848)

## Adattamenti per il cinema e la tv
Dai suoi romanzi, sono stati tratti svariati adattamenti cinematografici e televisivi.

### Filmografia (parziale)
- Midshipman Easy, regia di Maurice Elvey (1915)
- Midshipman Easy, regia di Carol Reed (1935)